# Drapetes muscosus
Genre
Espèce
Drapetes muscosus est une espèce de plantes dicotylédones de la famille des Thymelaeaceae, originaire d'Amérique du Sud. C'est l'unique espèce acceptée du genre Drapetes (genre monotypique).